# Liste der Naturdenkmale in der Samtgemeinde Tarmstedt
Die Liste der Naturdenkmale in der Samtgemeinde Tarmstedt nennt die Naturdenkmale in der Samtgemeinde Tarmstedt im Landkreis Rotenburg (Wümme) in Niedersachsen.

## Breddorf
Seit dem Mai 2019 gibt es in der Gemeinde Breddorf diese Naturdenkmale.

| Bild | Bezeichnung                      | Ort, Lage                               | Beschreibung                                             | Schutzzweck | Nummer |
| ---- | -------------------------------- | --------------------------------------- | -------------------------------------------------------- | ----------- | ------ |
| BW   | Drei Buchen am Löhberg bei Rhade | Hanstedt (53° 19′ 20″ N, 9° 4′ 53,6″ O) | Gruppe aus zwei massigen und einer schmaleren Rot-Buche. |             | 82     |

## Hepstedt
Seit dem Mai 2019 gibt es in der Gemeinde Hepstedt diese Naturdenkmale.

| Bild | Bezeichnung             | Ort, Lage                        | Beschreibung                                                                         | Schutzzweck | Nummer |
| ---- | ----------------------- | -------------------------------- | ------------------------------------------------------------------------------------ | ----------- | ------ |
| BW   | Blitzbuche bei Hepstedt | (53° 15′ 37,3″ N, 9° 6′ 20,1″ O) | Zwiselbaum, dessen einer Stamm in 5 m Höhe durch einen Blitzschaden abgebrochen ist. |             | 64     |

## Vorwerk
Seit dem Mai 2019 gibt es in der Gemeinde Vorwerk diese Naturdenkmale.

| Bild | Bezeichnung                       | Ort, Lage                                | Beschreibung | Schutzzweck | Nummer |
| ---- | --------------------------------- | ---------------------------------------- | --- | ----------- | ------ |
| BW   | Alter Stechhülsenhain in Buchholz | Buchholz (53° 9′ 42,1″ N, 9° 5′ 29″ O)   | Bestand von mehreren Stechpalmen auf einer Länge von ca. 330 m, zusammenstehend mit mehreren Stiel-Eichen und Rot-Buchen. |             | 22     |
| BW   | Tanz-Kastanie in Vorwerk          | Vorwerk (53° 11′ 12,7″ N, 9° 9′ 36,6″ O) | Ausladende Kastanie mit, in 3–4 m Höhe, waagerecht abzweigenden Garniturästen.                                            |             | 81     |

## Wilstedt
Seit dem Mai 2019 gibt es in der Gemeinde Wilstedt diese Naturdenkmale.

| Bild | Bezeichnung      | Ort, Lage                        | Beschreibung                                                         | Schutzzweck | Nummer |
| ---- | ---------------- | -------------------------------- | -------------------------------------------------------------------- | ----------- | ------ |
| BW   | Eibe in Wilstedt | (53° 11′ 48,2″ N, 9° 5′ 25,5″ O) | Sechsstämmige, buschig gewachsene Eibe, mit drei abgängigen Stämmen. |             | 28     |

## Hinweis
Im Jahr 2019 wurden die Verordnungen über zahlreiche Naturdenkmale im Landkreis aufgehoben.